# Wilhelm Reinecke (Archivar)

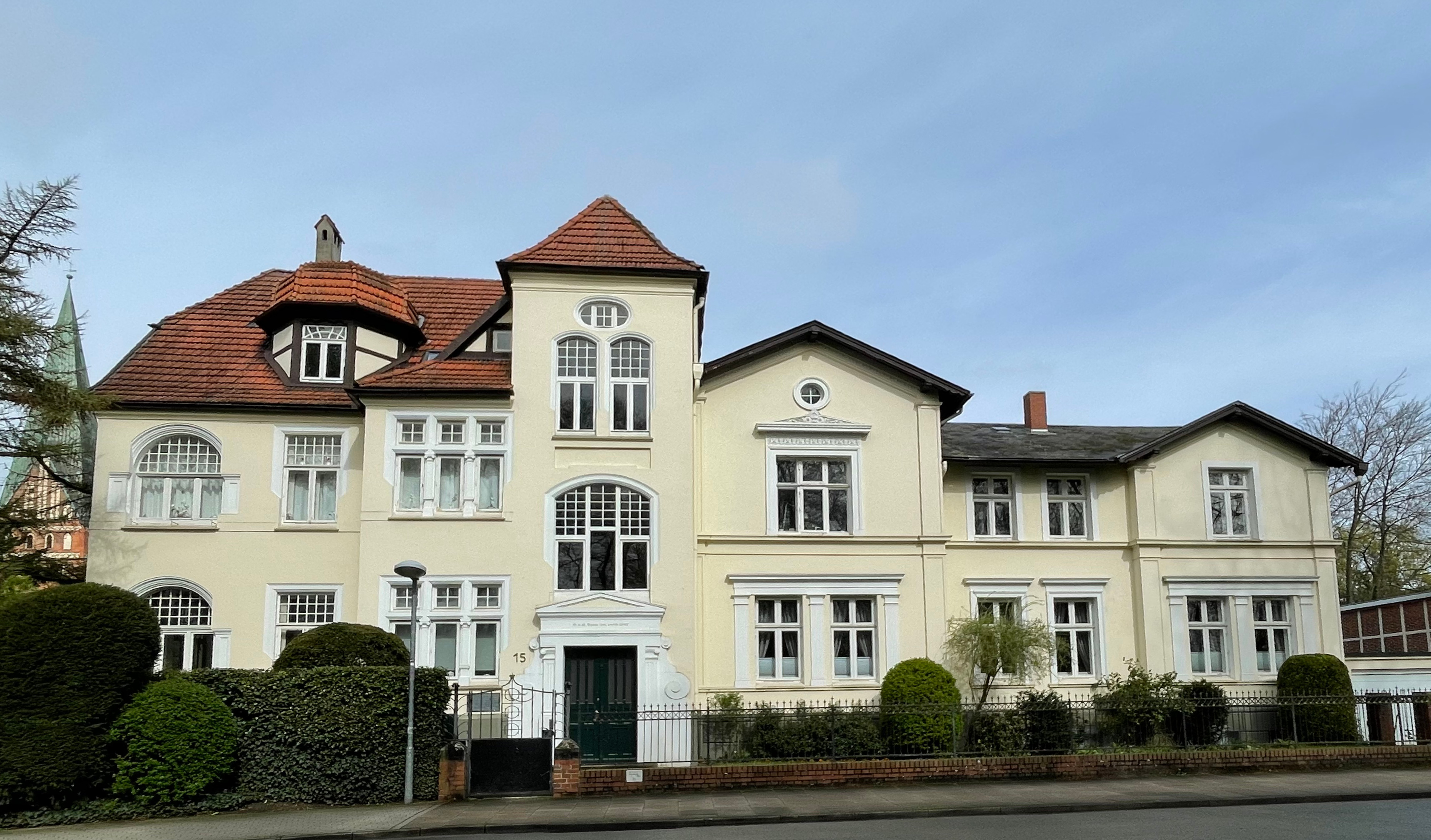
Wohnhaus von Wilhelm Reinecke in der Wandrahmstraße 22 in Lüneburg

Wilhelm Reinecke (* 6. November 1866 in Göttingen; † 7. August 1952 in Lüneburg) war ein deutscher Historiker und Archivar.

## Leben und Wirken

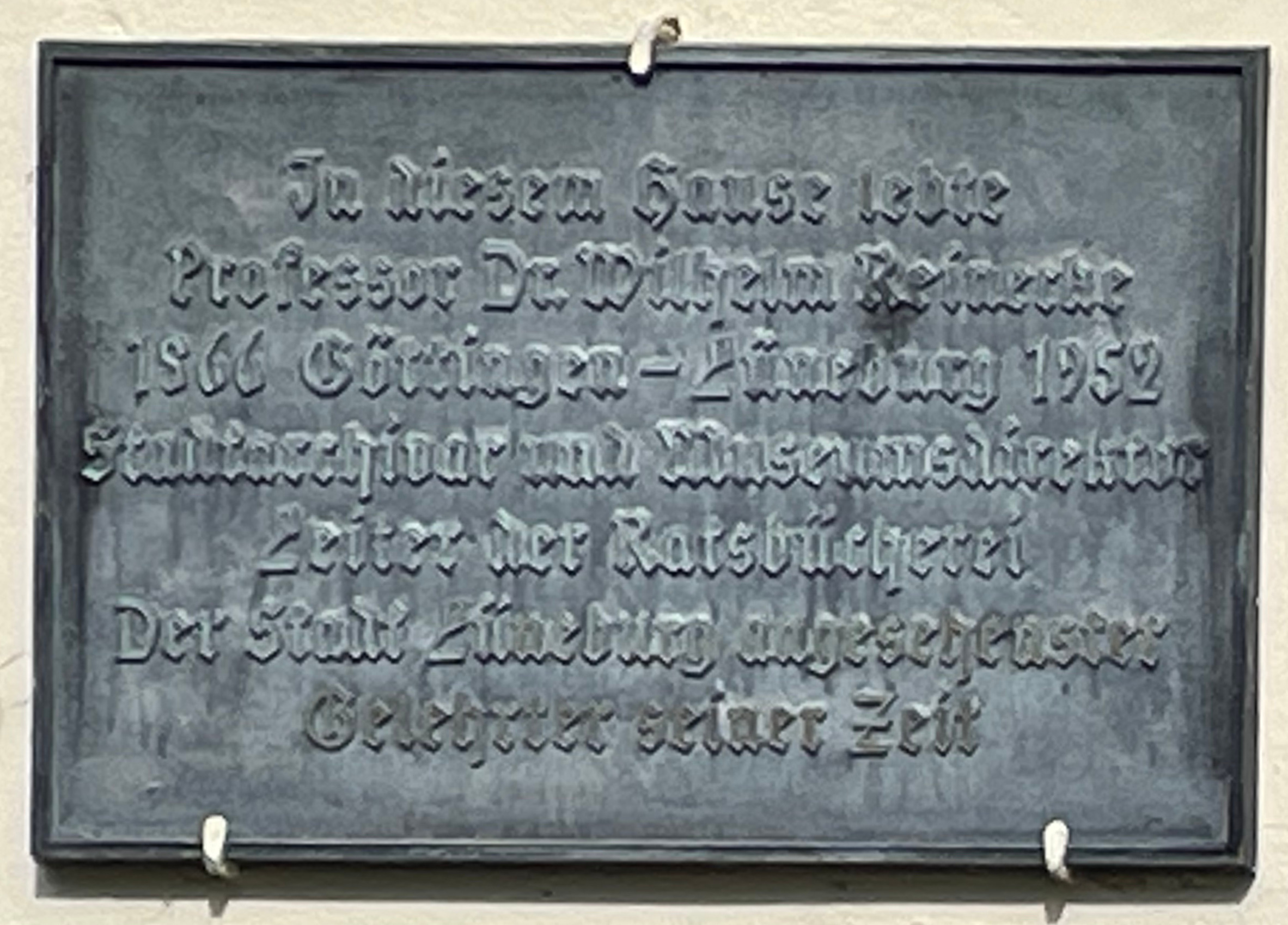
Gedenktafel für Wilhelm Reinecke am Wohnhaus

Wilhelm Reinecke besuchte das Gymnasium in Göttingen und studierte Geschichte, Historische Hilfswissenschaften und Germanistik an den Universitäten Göttingen und Berlin. Nach der Doktorprüfung 1895 bei Dietrich Schäfer an der Universität Tübingen war er Stadtarchivar von Lüneburg von 1895 bis 1935 und seit 1898 auch Leiter des Museums für das Fürstentum Lüneburg. 1913 erhielt er den Professorentitel. Seit 1922 führte er auch die Ratsbibliothek Lüneburg. Aus politischen Gründen wurde er 1935 seines Amtes als Archivar enthoben, konnte jedoch bis 1948 weiterhin das Museum leiten. 1939 wurde ihm erneut die (kommissarische) Leitung von Stadtarchiv und Ratsbibliothek übertragen.
Reinecke legte zahlreiche Veröffentlichungen vor allem zur Geschichte Lüneburgs vor. Nach ihm ist in Lüneburg eine Straße benannt.

## Schriften (Auswahl)
- Geschichte der Stadt Cambrai bis zur Erteilung der Lex Godefridi (1227). Elwert, Marburg 1896 (Dissertation Universität Tübingen) (Digitalisat).
- Das Stadtarchiv zu Lüneburg. In: Jahresberichte des Museumsvereins für das Fürstentum Lüneburg, Jg. 1896, S. 29–124.
- Lüneburgs ältestes Stadtbuch und Verfestungsregister (= Quellen und Darstellungen zur Geschichte Niedersachsens, Bd. 8). Hahn, Hannover 1903.
- Das Stadtarchiv zu Lüneburg. In: Archivalische Zeitschrift, Bd. 36 (1926), S. 134–142.
- Geschichte der Stadt Lüneburg. Zwei Bände. Lüneburg 1933 (Nachdruck: Neubauer, Lüneburg 1977).
- Lüneburg als Hansestadt. 2. Aufl. Heliand-Verlag, Lüneburg 1946.
- Lüneburger Zinn. Das Amt der Lüneburger Zinngiesser. Lüneburg 1947.
- Kloster Lüne und seine Kunstschätze. Elmshorn 1948.
- mit Franz Krüger: Die Kunstdenkmale der Stadt Lüneburg. Osnabrück 1980, ISBN 3-87898-185-6.
- mit Gustav Luntowski und Uta Reinhardt: Die Straßennamen Lüneburgs. Göttingen 2007, ISBN 3-7675-7078-5.